# Wydział Leśny Szkoły Głównej Gospodarstwa Wiejskiego w Warszawie
Wydział Leśny – jeden z dwóch pierwszych wydziałów Szkoły Głównej Gospodarstwa Wiejskiego w Warszawie (obok Wydziału Rolniczego).

## Historia
Wydział Leśny SGGW w Warszawie nawiązuje swoimi tradycjami do Szczególnej Szkoły Leśnictwa utworzonej w 1816. Była to pierwsza na ziemiach polskich – a jedna z pierwszych w świecie – leśna uczelnia o charakterze akademickim. W roku 1831 Carski zaborca zamyka Szkołę. W 1840 roku powstaje Oddział Leśny Instytutu Gospodarstwa Wiejskiego i Leśnictwa w Marymoncie, który został przeniesiony w 1869 roku do Puław. W 1916 roku powstają w Warszawie Wyższe Kursy Leśne przy Towarzystwie Kursów Naukowych.
W 1919 roku, za sprawą przekształcenia Towarzystwa Kursów Naukowych w Królewsko-Polską Szkołę Główną Gospodarstwa Wiejskiego (1918), którą następnie przemianowano na Szkołę Główną Gospodarstwa Wiejskiego, Wyższe Kursy Leśne stają się Wydziałem Leśnym SGGW.
Na mocy rozporządzenia Ministerstwa Rolnictwa i Dóbr Publicznych z dnia 15 lipca 1919 roku SGGW przejęła w zarząd nadleśnictwo w Skierniewicach. Następnie uchwałą Rady Ministrów z dnia 1 stycznia 1955 roku lasy pozostające w zarządzie SGGW zostały przekazane z Ministerstwa Leśnictwa do Ministerstwu Szkolnictwa Wyższego dla celów naukowo-dydaktycznych Szkoły Głównej Gospodarstwa Wiejskiego. Przemianowano je na najpierw na „Lasy Doświadczalne Szkoły Głównej Gospodarstwa Wiejskiego” a potem (zarządzenie Ministrów: Szkolnictwa Wyższego i Finansów z dnia 12 lutego 1960 roku) na Leśny Zakład Doświadczalny w Rogowie.

## Jednostki organizacyjne
Na Wydziale funkcjonują następujące jednostki organizacyjne:
- Katedra Hodowli Lasu
- Katedra Ochrony Lasu i Ekologii
  - Zakład Ochrony Lasu, Ekologii i Ekoturystyki
  - Zakład Mikologii i Fitopatologii Leśnej
- Katedra Urządzania Lasu, Geomatyki i Ekonomiki Leśnictwa
  - Zakład Urządzania Lasu
  - Zakład Geomatyki i Gospodarki Przestrzennej
  - Zakład Ekonomiki Leśnictwa
- Katedra Użytkowania Lasu
- Samodzielny Zakład Botaniki Leśnej
- Samodzielna Pracownia Dendrometrii i Nauki o Produkcyjności Lasu
- Samodzielny Zakład Zoologii Leśnej i Łowiectwa

## Władze wydziału

### Obecne[1]
- Dziekan
  - prof. dr hab. Marta Aleksandrowicz-Trzcińska
- Prodziekani
  - dr hab. Karol Bronisz - Prodziekan ds. dydaktyki kierunek „Leśnictwo”
  - dr inż. Michał Orzechowski – Prodziekan ds. dydaktyki – kierunek „gospodarka przestrzenna”

## Opis kierunków
W ramach studiów na kierunku „leśnictwo” oferowane są:
- 3,5-letnie studia pierwszego stopnia (inżynierskie) w trybie stacjonarnym,
- 4-letnie studia pierwszego stopnia (inżynierskie) w trybie niestacjonarnym,
- 1,5-roczne studia drugiego stopnia (magisterskie) w trybie stacjonarnym,
- 2-letnie studiach drugiego stopnia (magisterskie) o specjalności „technologie informacyjne w leśnictwie” („Forest Information Technology”) prowadzonych w języku angielskim wspólnie z Wydziałem Lasu i Środowiska Uniwersytetu Zrównoważonego Rozwoju w Eberswalde (Niemcy) w trybie stacjonarnym,
- 2-letnie studia drugiego stopnia (magisterskie) w trybie niestacjonarnym.

Kierunek „leśnictwo” posiada pozytywną ocenę Państwowej Komisji Akredytacyjnej, uzyskaną w 2008 roku.
W ramach studiów na kierunku „gospodarka przestrzenna” (od roku akademickiego 2012/2013) oferowane są:
- 3,5-letnie studia pierwszego stopnia (inżynierskie) w trybie stacjonarnym,
- 4-letnie studia pierwszego stopnia (inżynierskie) w trybie niestacjonarnym,
- 1,5-roczne studia drugiego stopnia (magisterskie) w trybie stacjonarnym,
- 2-letnie studia drugiego stopnia (magisterskie) w trybie niestacjonarnym.

Kierunek „gospodarka przestrzenna” posiada pozytywną ocenę Polskiej Komisji Akredytacyjnej, uzyskaną  w 2012 roku.
Wydział prowadzi również:
- 4-letnie studia doktoranckie w trybie stacjonarnym i niestacjonarnym
- studia podyplomowe:
  - „Zastosowanie Systemów Informacji Przestrzennej w Leśnictwie i Ochronie Przyrody”
  - „Zrównoważone użytkowanie obszarów leśnych w rozwoju regionalnym”
  - „Nadzór i zagospodarowanie lasów prywatnych”

Pracownicy prowadzą też zajęcia dla studentów w innych wydziałów SGGW.
Wydział Warszawie posiada uprawnienia do nadawania stopni naukowych doktora i doktora habilitowanego w dziedzinie nauk leśnych, dyscyplina leśnictwo, oraz tytułu naukowego profesora nauk leśnych.